# Wołanie o pomoc
Wołanie o pomoc (ang. Rescue Me) – amerykański serial telewizyjny, łączący gatunki dramatu i komedii, emitowany w USA od lipca 2004 roku do września 2011 roku na kanale FX Network, a w Polsce od kwietnia 2006 roku w telewizji AXN. Dotychczas powstało sześć sezonów serialu. Siódmy (9 odcinków) zostanie wyemitowany w 2011 r. i będzie ostatnim z serii. Serial opowiada historię nowojorskich strażaków z zastępów Ladder 62/Engine 99, kilka lat po zamachach z 11 września 2001 roku, skupiając się głównie na jednym z nich, Tommym Gavinie (Denis Leary). Sceny dramatyczne przeplatają się płynnie ze scenami humorystycznymi.

## Wybrane postacie

### Szef Jerry Reilly
(Jack McGee) Jego problemy związane są z hazardem, chorą na Alzheimera żoną oraz homoseksualnym synem.

### Tommy Gavin
(Denis Leary) W zasadzie jeden z najważniejszych bohaterów tego serialu. Największe rozróby są jego specjalnością, opryskliwość i złośliwość to jego główne cechy. Perypetie w serialu przekładają się na przemian z jego życiem prywatnym (w domu jak i w stosunkach z kobietami) wraz z sytuacją w pracy. Uznawany za najbardziej szalonego w brygadzie jak i najodważniejszego w jednostce. Jest tak jakby żywą legendą tejże jednostki.

### Sean Garrity
(Steven Pasquale) Prawdopodobnie najgłupszy strażak, systematycznie robiący z siebie idiotę. Niemniej ma dobre serce i jest wesołkiem.

### Mike „Probie” Silletti
(Mike Lombardi) Stilletti to „probie”, tzn. praktykant, świeżo po szkole dla strażaków. Jest najmłodszy i najmniej doświadczony, więc dostaje najgorsze zadania (np. mycie wozu strażackiego). Okazuje się być biseksualny i ma bardzo złożone życie intymne, regularnie wyśmiewane przez kolegów (umawiał się z grubą dziewczyną, innym razem z bardzo wysoką, a swojego czasu mieszkał z facetem).

### Laura Miles (2004–2005)
Kobieta-strażak, źródło wielu kontrowersji w zespole.

### Kenneth „Lou” Shea
(John Scurti) To najlepszy przyjaciel Tommy’ego. Kenny jest jednym ze starszych i bardziej doświadczonych strażaków, niemniej na niego też przypada pewna doza głupich zachowań w tej ekipie.

### Franco Rivera
Franco to pies na kobiety. Jest Portorykańczykiem. Ma córkę Keelę.

### Chief Perolli
(Michael Mulheren) Największy szef w tym posterunku. Pojawia się rzadko, głównie żeby kogoś doprowadzić do porządku.